# 久手町
久手町（くてまち）は、島根県安濃郡にあった町。現在の大田市の一部にあたる。

## 地理
- 海洋：日本海[1]

## 歴史
- 1889年（明治22年）4月1日、町村制の施行により、安濃郡 刺鹿村、波根西村が発足[2]。
- 1937年（昭和12年）5月28日、刺鹿村、波根西村が合併して町制施行し、久手町が発足[1][3]。
- 1954年（昭和29年）1月1日、安濃郡大田町・長久村・鳥井村・波根東村・川合村、邇摩郡静間村・久利村と合併して市制施行し大田市を新設して廃止された[1][3]。

### 地名の由来
久手は湫（くて）で、開田可能な湿地の意。

## 交通

### 鉄道
- 日本国有鉄道（国鉄）
  - 山陰本線：久手駅

## 港湾
- 久手港[4]